# Людовик I Бонапарт
Людовик Бонапарт (італ. Luigi Buonaparte, фр. Louis Bonaparte; (2 вересня 1778, Аяччо, Корсика, Французьке королівство — 25 липня 1846, Ліворно, Тоскана) — один із братів Наполеона I, батько Наполеона III.

## Життєпис
Наполеон слідкував за його освітою і домігся, щоб його прийняли до військової школи в Шалоні. Луї брав участь у Італійській кампанії Наполеона та Єгипетському поході.
Наполеон І, захопивши Республіку Об'єднаних провінцій, створив на її території васальне Нідерландське королівство, а його правителем призначив свого брата Луї (5 червня 1806).
Ще в молодості переніс венеричне захворювання та тому мав погане здоров'я (мав тяжку форму артриту). Але після отримання влади проявив неабияку самостійність, він хотів, щоб його називали на нідерландську манеру Лодевейком, став брати уроки нідерландської мови, близько до серця прийняв біди нідерландського народу.
Людовик скасував смертну кару, вивів частину французьких військ, закривав очі на контрабандистів, що, незважаючи на блокаду Британії, і далі проводили свої справи. Але така політика брата не сподобалась Наполеону і він примусив Людовика зректися влади на користь свого сина Людовика ІІ, але пробув останній в Нідерландах недовго.
Решту життя Людовик прожив у місті Ліворно в Італії.

## Сім'я
4 січня 1802 одружився з Гортензією Богарне, падчеркою Наполеона. Одружився він на ній під тиском Наполеона і тому після втрати трону Нідерландів розлучився.

### Сини
- Наполеон Луї Шарль (1802—1807).
- Наполеон Луї (1804—1831) — король Нідерландів Людовик II, носив також титул великого герцога Клеве-Бергського.
- Шарль Луї Наполеон (1808—1873) — став президентом Французької республіки, а потім — імператором під ім'ям Наполеона III.

Згодом у Гортензії народився ще одна (позашлюбна) дитина — Шарль де Морні. Ймовірно, і Наполеон III міг бути сином не Людовика Бонапарта.